# Rivière Labonté
Pour les articles homonymes, voir Labonté.
La rivière Labonté est un affluent de la rivière des Aulnaies, coulant sur la rive Nord-Ouest du fleuve Saint-Laurent, dans de la municipalité de Saint-Ambroise, dans la municipalité régionale de comté du Fjord-du-Saguenay, dans la région administrative de Saguenay-Lac-Saint-Jean, dans la Province de Québec, au Canada.
Le bassin versant de la rivière Labonté est surtout desservi par le chemin du 5e rang (route 172) de Saint-Ambroise qui passe sur la rive Sud, ainsi que par le chemin du 6e rang qui passe sur la rive Nord,,.
La foresterie constitue la principale activité économique du bassin versant ; les activités récréotouristiques, en second, surtout la villégiature ; l’agriculture, en troisième.
La surface de la rivière Labonté est habituellement gelée de la fin novembre au début avril, toutefois la circulation sécuritaire sur la glace se fait généralement de la mi-décembre à la fin mars.

## Géographie
Les principaux bassins versants voisins de la rivière Labonté sont :
- Côté Nord : rivière des Aulnaies, ruisseau du lac Morell, ruisseau Lemieux, rivière des Habitants, lac Tchitogama, rivière Péribonka ;
- Côté Est : Rivière des Aulnaies, ruisseau Coulombe, ruisseau de l’Appui, Le Petit Bras, ruisseau à Néron, rivière Shipshaw, rivière à l'Ours, lac La Mothe ;
- Côté Sud : Rivière Saguenay, rivière des Aulnaies, ruisseau Gervais ;
- Côté Ouest : Rivière aux Sables, rivière Péribonka, rivière Mistouk, rivière aux Harts, rivière à la Pipe, lac Saint-Jean[2].

La rivière Labonté prend sa source du lac Labonté (longueur : 3,2 m) ; altitude : 131 m) dont la partie Est comporte quelques dizaines de chalets et du côté Ouest le Camping base de Plein Air Saint-Nazaire ; ce lac chevauche les municipalités de Saint-Nazaire et de Saint-Ambroise. Ce lac reçoit en amont la décharge du lac Laberge et du Lac à la Mine. L’embouchure du lac Labonté est située dans la municipalité Saint-Ambroise, à :
- 15,0 km au Nord-Ouest de l’embouchure de la rivière des Aulnaies (confluence avec la rivière Saguenay) ;
- 8,8 km à l’Ouest du centre du village de Saint-Ambroise ;
- 8,9 m) au Nord de la rivière Saguenay ;
- 4,9 km à l’Ouest de l’embouchure de la rivière Labonté (confluence avec la rivière des Aulnaies)[2],[5].

À partir de l’embouchure du lac de tête (lac Labonté), la rivière Labonté coule sur 6,7 km vers l’Ouest, surtout en zones forestières, parfois agricoles, selon les segments suivants :
- 4,5 km vers l’Est notamment en traversant le lac Ambroise (longueur : 1,7 km ; altitude : 131 m), jusqu’à son embouchure ;
- 2,2 km vers l’Est en recueillant un ruisseau (venant du Nord-Ouest), jusqu’à l’embouchure de la rivière[2].

La rivière Labonté se déverse sur la rive Ouest de la rivière des Aulnaies, presqu’à la limite de la municipalité de Bégin. Cette embouchure est située près de la jonction du chemin du 5e rang et du chemin du rang Ouest, à :
- 9,1 km au Nord de la rivière Saguenay ;
- 10,6 km au Nord-Ouest de l’embouchure de la rivière des Aulnaies (confluence avec la rivière Saguenay) ;
- 2,7 km à l’Ouest du centre du village de Saint-Ambroise ;
- km au Nord-Ouest du barrage de la centrale Shipshaw lequel est traversé par la rivière Saguenay ;
- 26,4 km au Nord-Ouest du centre-ville de Saguenay ;
- 7,2 km à l’Ouest du cours de la rivière Shipshaw ;
- 131,4 km à l’Ouest de l’embouchure de la rivière Saguenay (confluence avec le fleuve Saint-Laurent)[2],[6].

## Toponymie
Dans son rapport sur le canton de Bourget, en 1905, l'arpenteur-géomètre Jean Maltais, mentionne « la rivière Petite Labonté ».
Le toponyme de « rivière Labonté » a été officialisé le 5 décembre 1968 à la Banque des noms de lieux de la Commission de toponymie du Québec.